# جسم کاتالان
در ریاضیات اجسام کاتالان (انگلیسی: Catalan solid) یا مزدوج‌های ارشمیدسی به چندوجهی‌هایی گفته می‌شود که مزدوج یک جسم ارشمیدسی باشند. در کل ۱۳ جسم کاتالان (یکی به ازای هر جسم ارشمیدسی) وجود دارد. نام این اجسام از ریاضی‌دان بلژیکی اوژن شارل کاتالان گرفته شده که نخستین بار در سال ۱۸۶۵ آنان را توصیف کرد.
اجسام کاتالان همه محدب هستند، وجه‌های آن‌ها برخلاف وجه‌های اجسام افلاطونی و اجسام ارشمیدسی همنهشت نیستند، ولی با این حال شکل گوشه‌های آنان منتظمند. دو تا از اجسام کاتالان دست‌سان هم هستند.

## فهرست
اجسام کاتالان متناظر هر جسم ارشمیدسی عبارتند از:
| n  | جسم ارشمیدسی            | جسم کاتالان              |
| -- | ----------------------- | ------------------------ |
| ۱  | چهاروجهی بریده‌شده       | دوازده‌مثلث وجهی          |
| ۲  | مکعب بریده‌شده           | بیست‌وچهار مثلث وجهی      |
| ۳  | مکعب‌هشت‌وجهی بریده‌شده    | چهل وهشت مثلث وجهی       |
| ۴  | هشت‌وجهی بریده‌شده        | شش‌وجهی تتراکیس           |
| ۵  | دوازده‌وجهی بریده‌شده     | بیست‌وجهی تریاکیس         |
| ۶  | بیست‌دوازده‌وجهی بریده‌شده | صد و بیست‌مثلث وجهی       |
| ۷  | بیست‌وجهی بریده‌شده       | شصت‌مثلث وجهی             |
| ۸  | مکعب‌هشت‌وجهی             | دوازده‌لوزوجهی            |
| ۹  | بیست‌دوازده‌وجهی          | سی لوزوجهی               |
| ۱۰ | لوزمکعب‌هشت‌وجهی          | بیست‌وچهار چهار ضلعی وجهی |
| ۱۱ | لوزبیست‌دوازده‌وجهی       | شصت‌چهار ضلعی وجهی        |
| ۱۲ | مکعب شل                 | بیست‌وچهار پنج ضلعی وجهی  |
| ۱۳ | دوازده‌وجهی شل           | شصت‌پنج ضلعی وجهی         |

## تقارن
اجسام کاتالان و اجسام ارشمیدسی مزدوجشان را می‌توان بر اساس تقارنشان دسته‌بندی کرد: یعنی تقارن چهاروجهی، هشت‌وجهی، و بیست‌وجهی:
| ارشمیدسی |
| کاتالان  |

| ارشمیدسی |
| کاتالان  |

| ارشمیدسی |
| کاتالان  |